# Райхенау (остров)
Райхенау (нем. Reichenau) — остров в Боденском озере, чуть западнее города Констанц, Германия.

## История

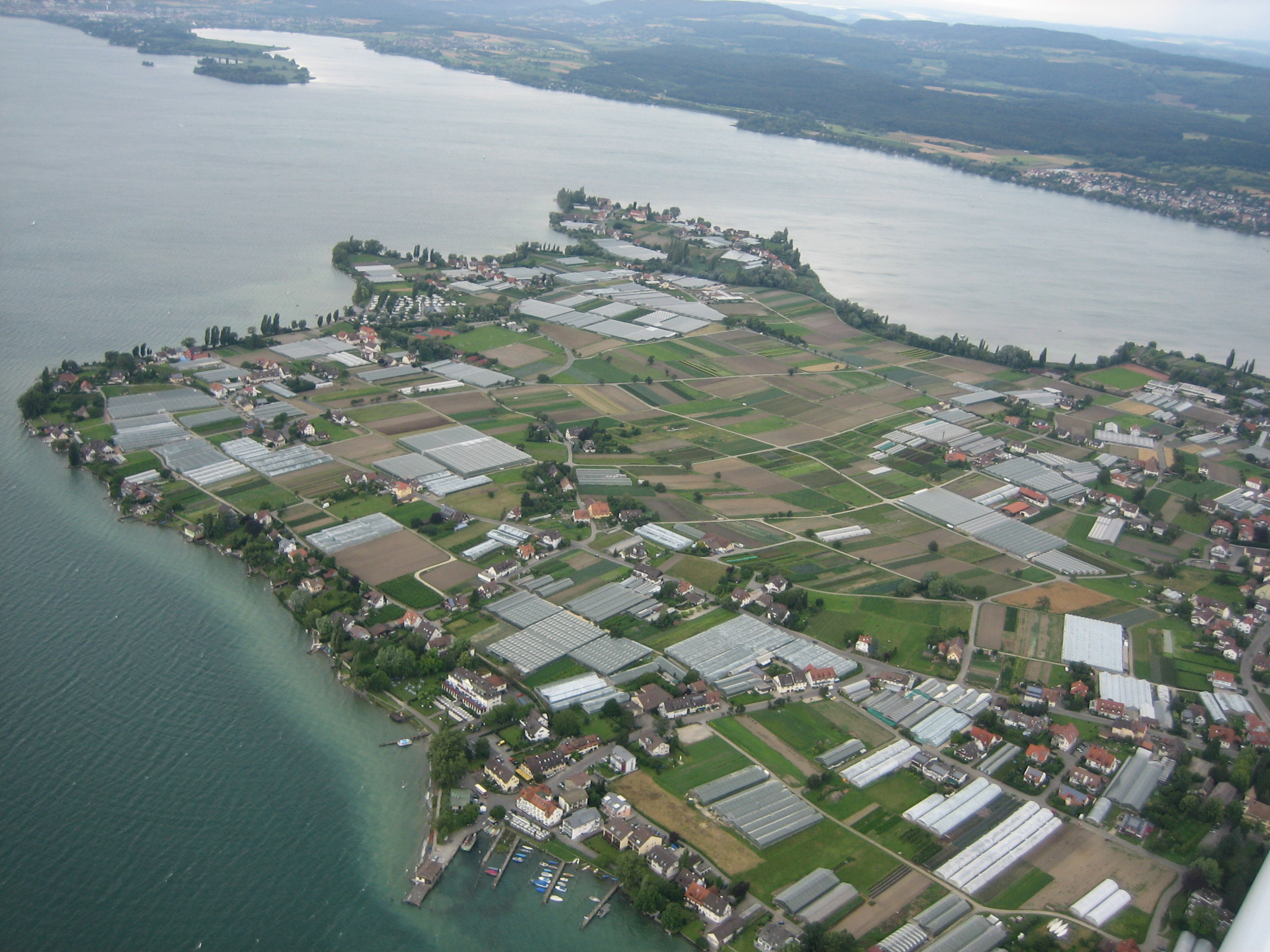
Западная часть острова

Остров известен благодаря бенедиктинскому монастырю, возникшему в 724 году, и на протяжении VIII—XI веков остававшемуся важнейшим культурно-религиозным центром Южной Германии (см. монастырь Райхенау).
Через этот монастырь проезжали почти все пилигримы, направлявшиеся из Северной Европы в Италию. В Рейхенау были своя школа, скрипторий и художественная мастерская, из которой происходят лучшие иллюминированные манускрипты X—XI веков. С ним связана миссионерская деятельность Кирилла и Мефодия в Восточной Европе.
Неудачные попытки обновления монашеской жизни и неумение приспособиться к новым социо-экономическим реалиям высокого Средневековья привели уже в XIII веке к быстрому упадку аббатства, насчитывавшего в 1402 году всего двух каноников и настоятеля. С середины XVI века оно постоянно находилось под управлением констанцских епископов. В 1757 году монастырские земли были секуляризованы, и в 1803 году обитель была закрыта. Богатейшая библиотека, тексты которой включали «Баварский географ», была переведена частью в Карлсруэ, а частью в Мюнхен.
В 2000 году весь остров с монастырской церковью св. Георгия X века и двухэтажным административным фахверковым зданием XIV века был объявлен памятником Всемирного наследия. В храме сохранились редчайшие фрески оттонианского времени.

## Фотогалерея

Райхенау (остров) - Reichenau
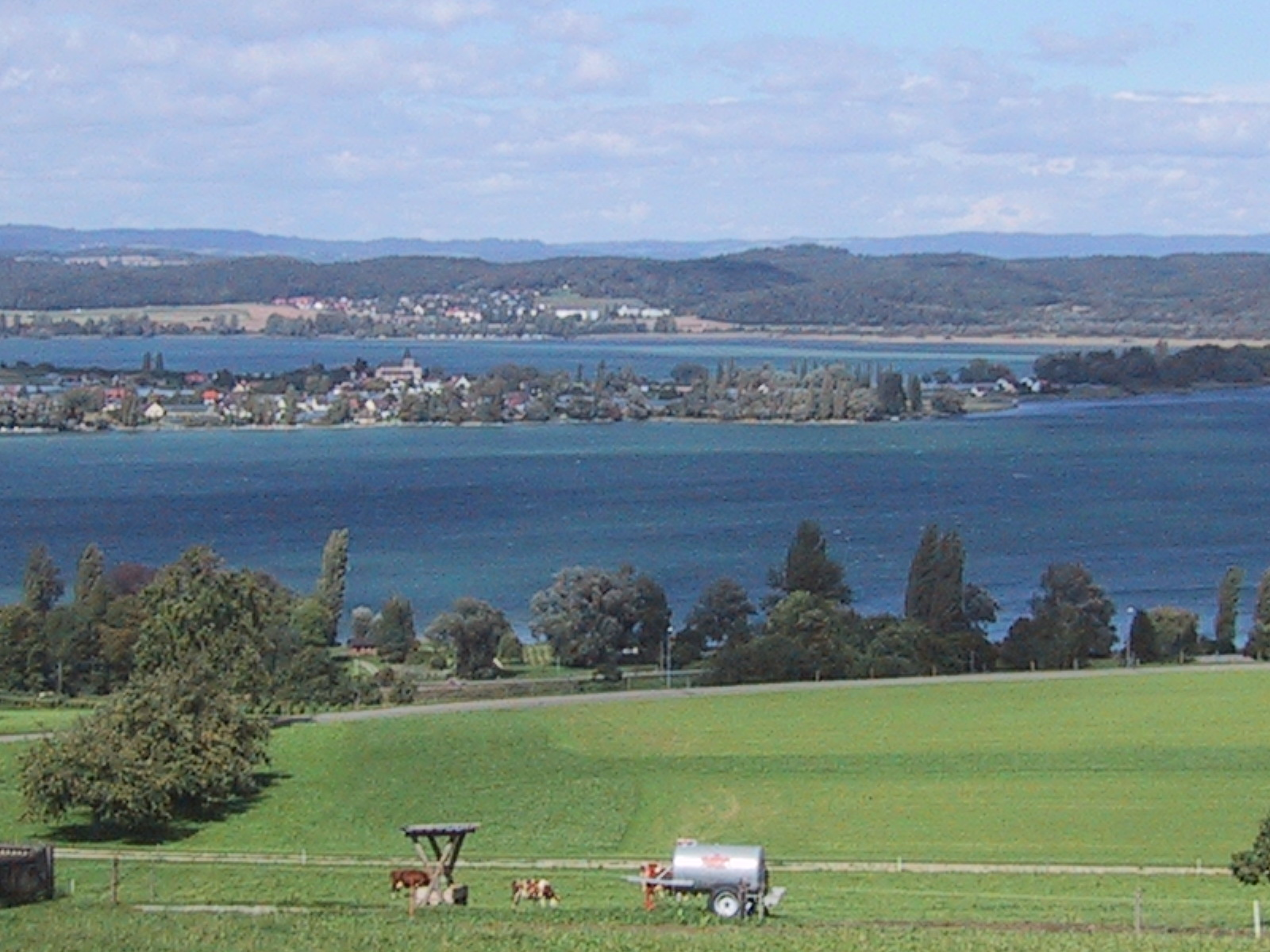
Вид с швейцарского берега
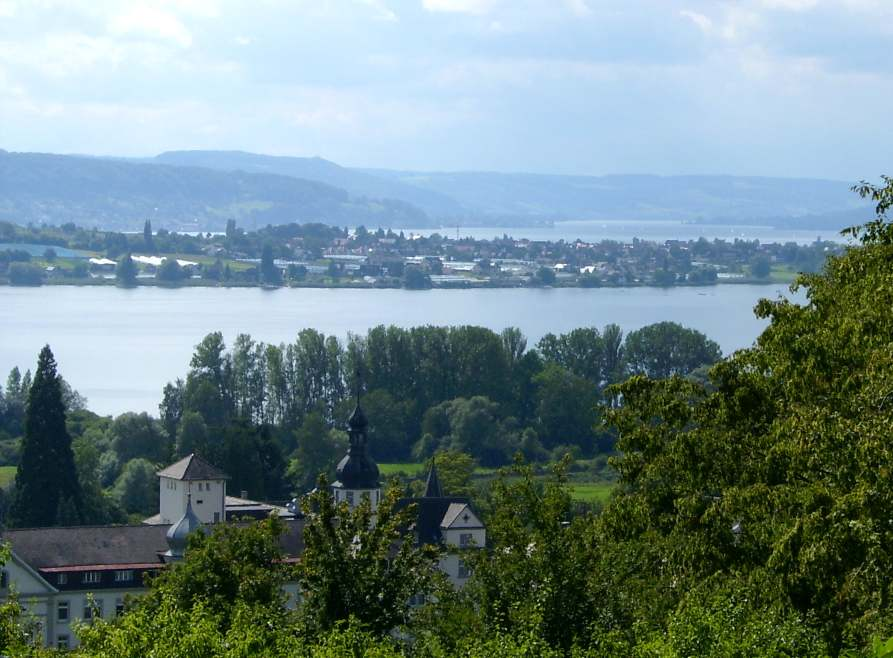
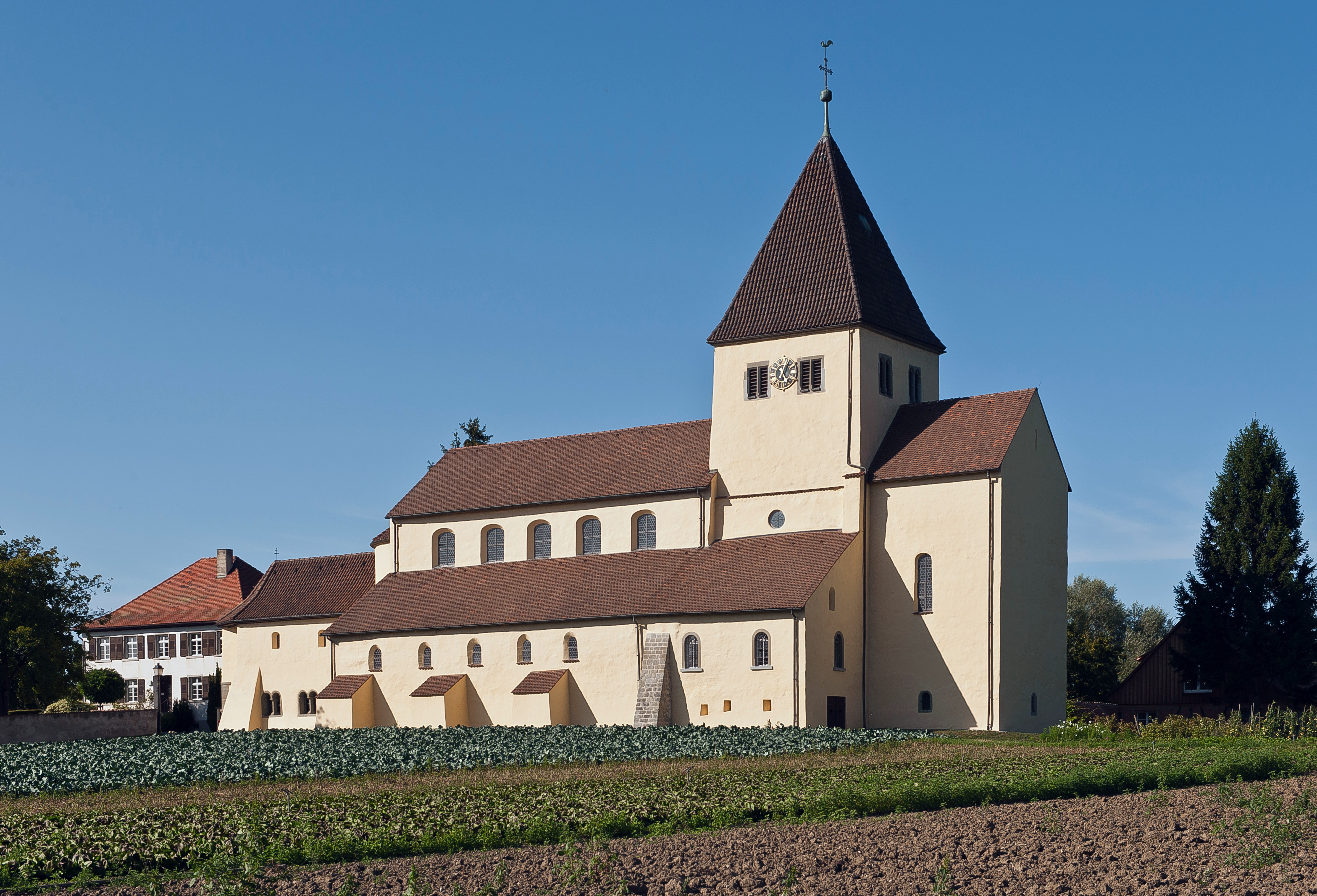
Церковь св. Георгия
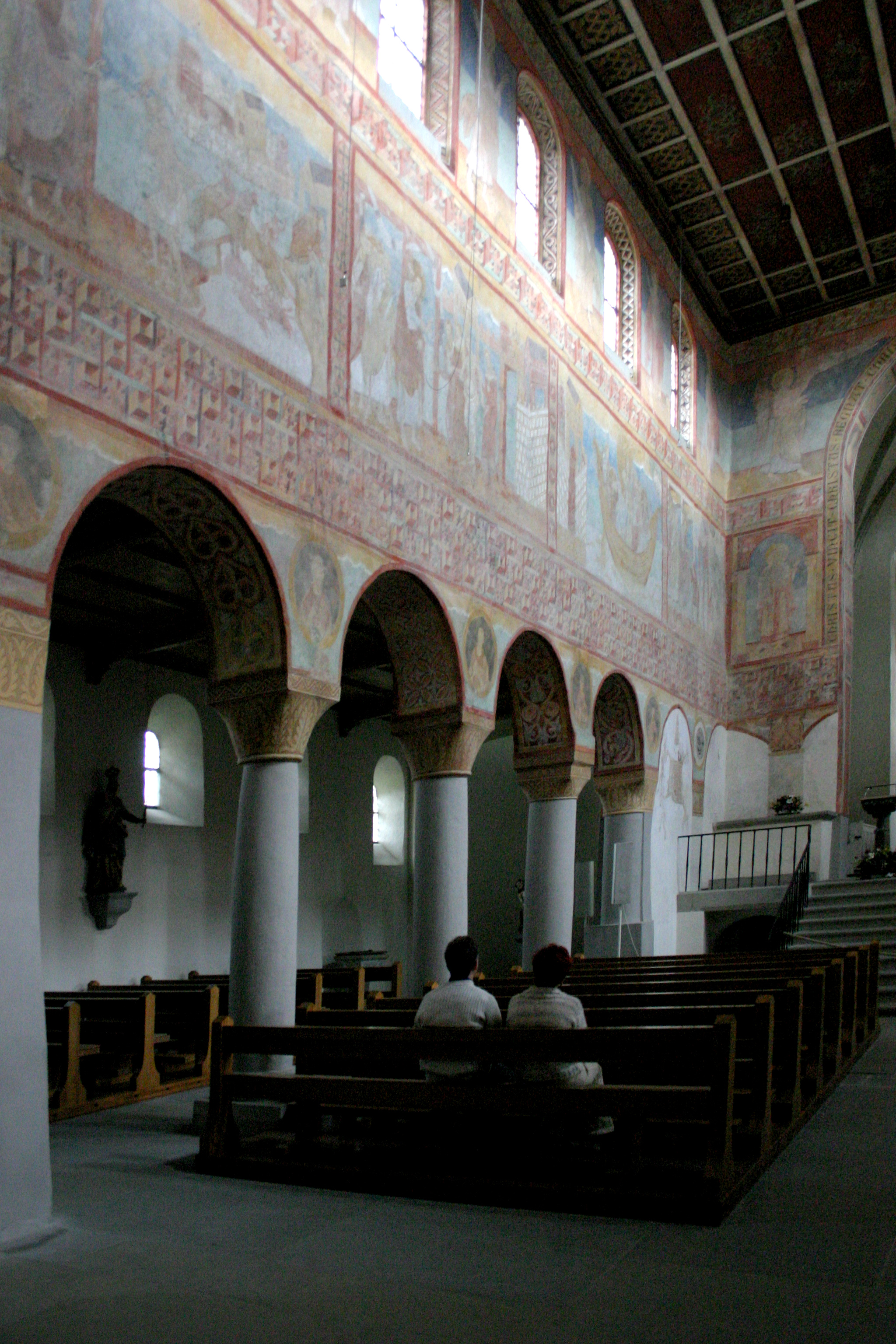
Церковь св. Георгия
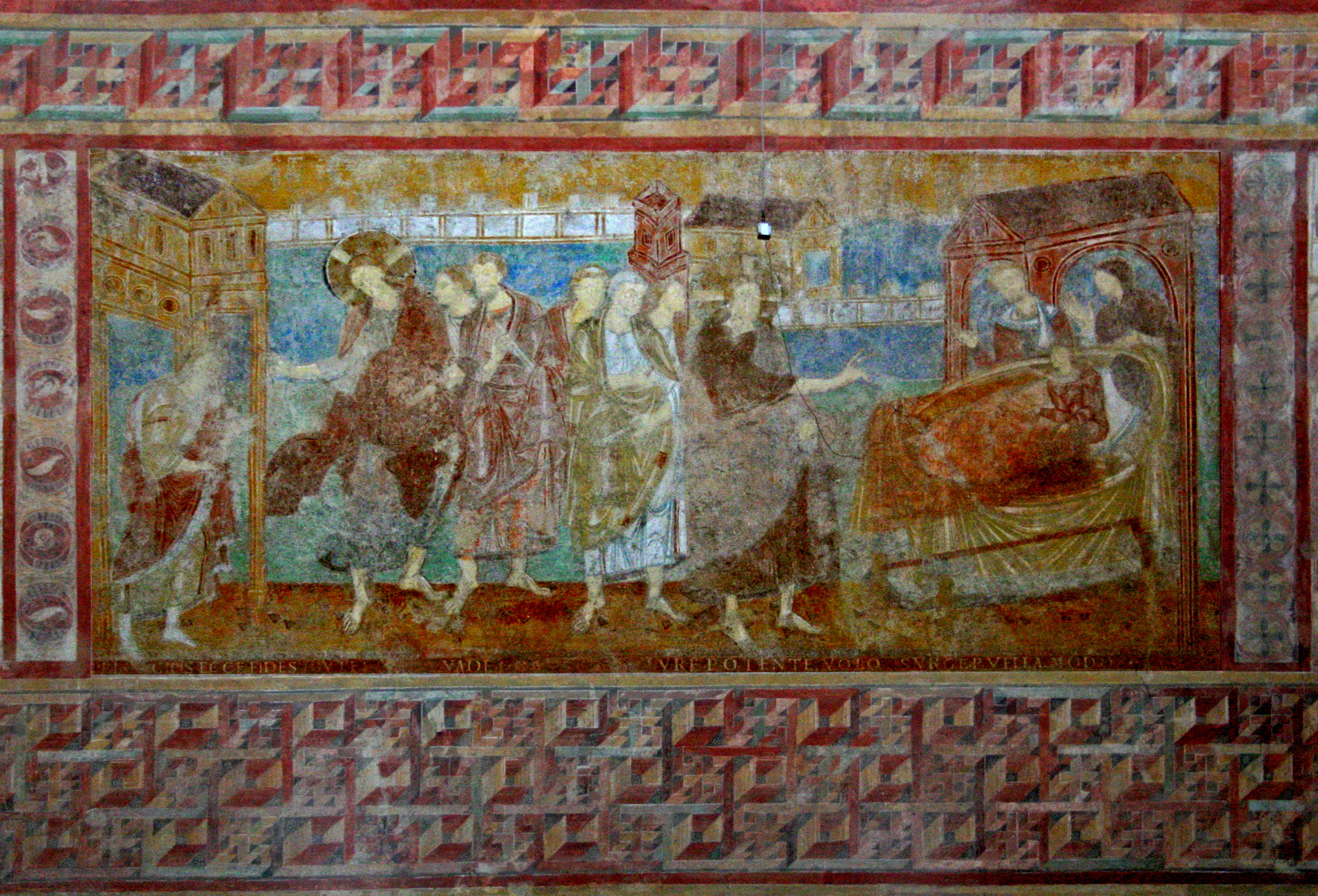
Церковь св. Георгия
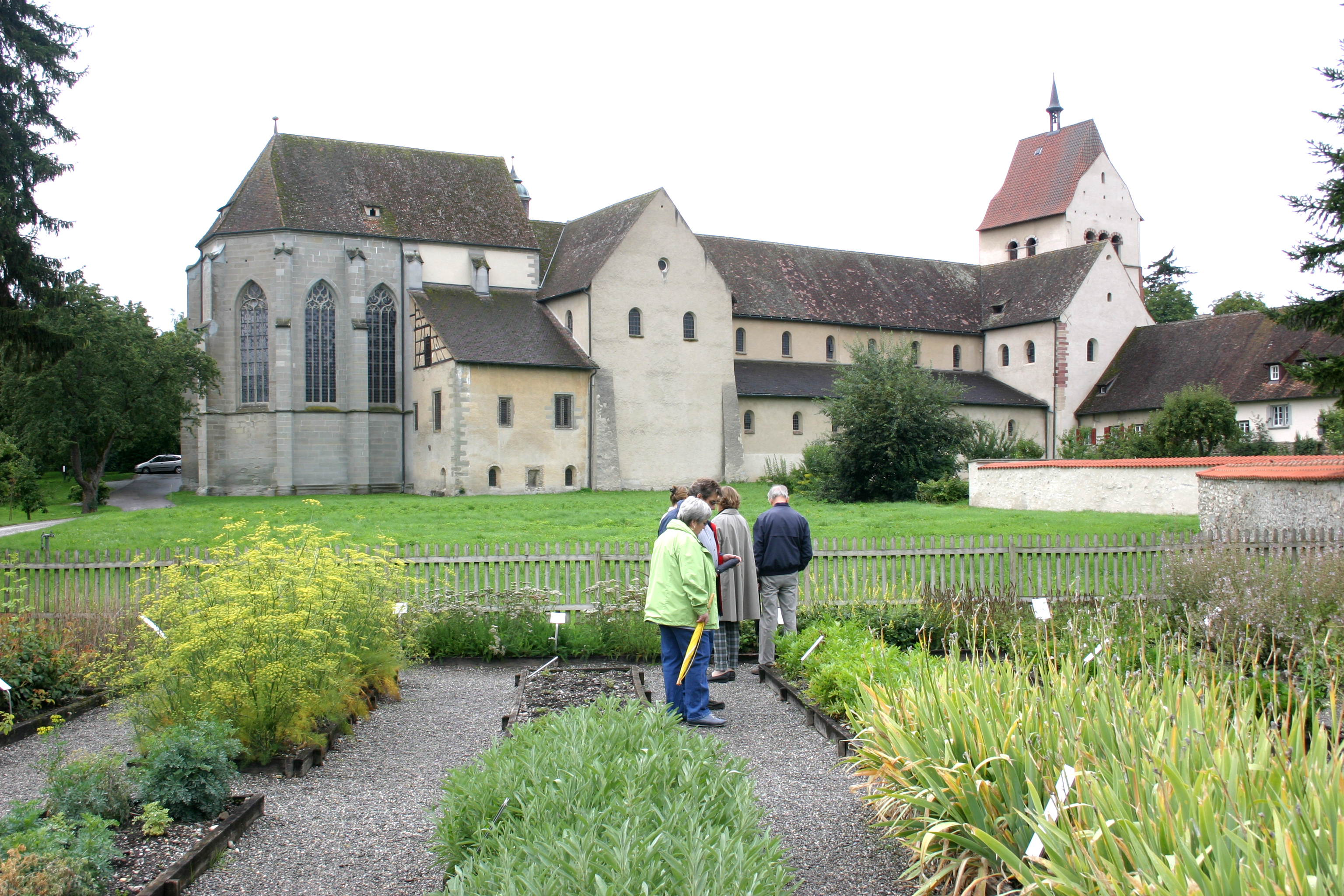
Монастырь Райхенау
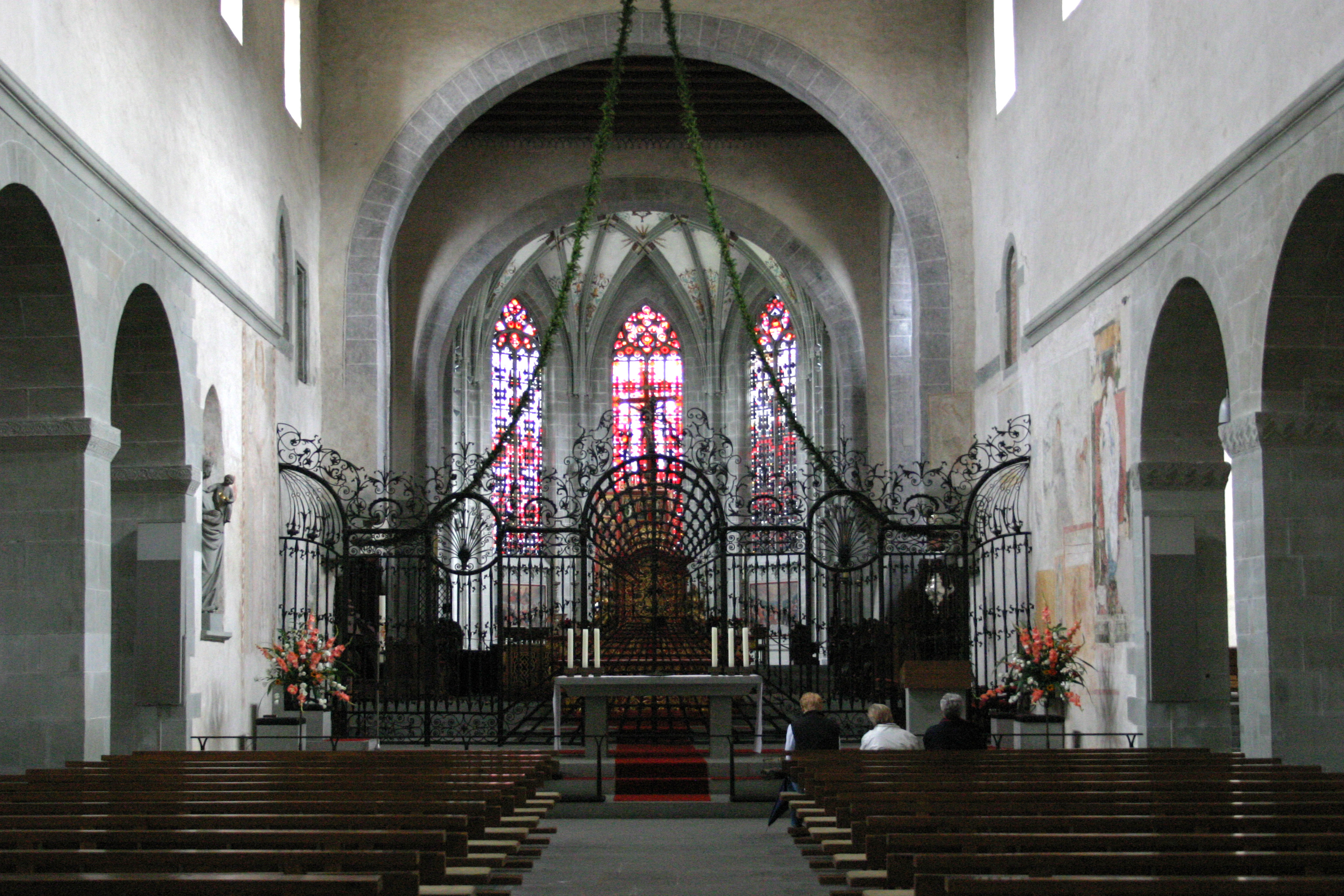
Монастырь Райхенау
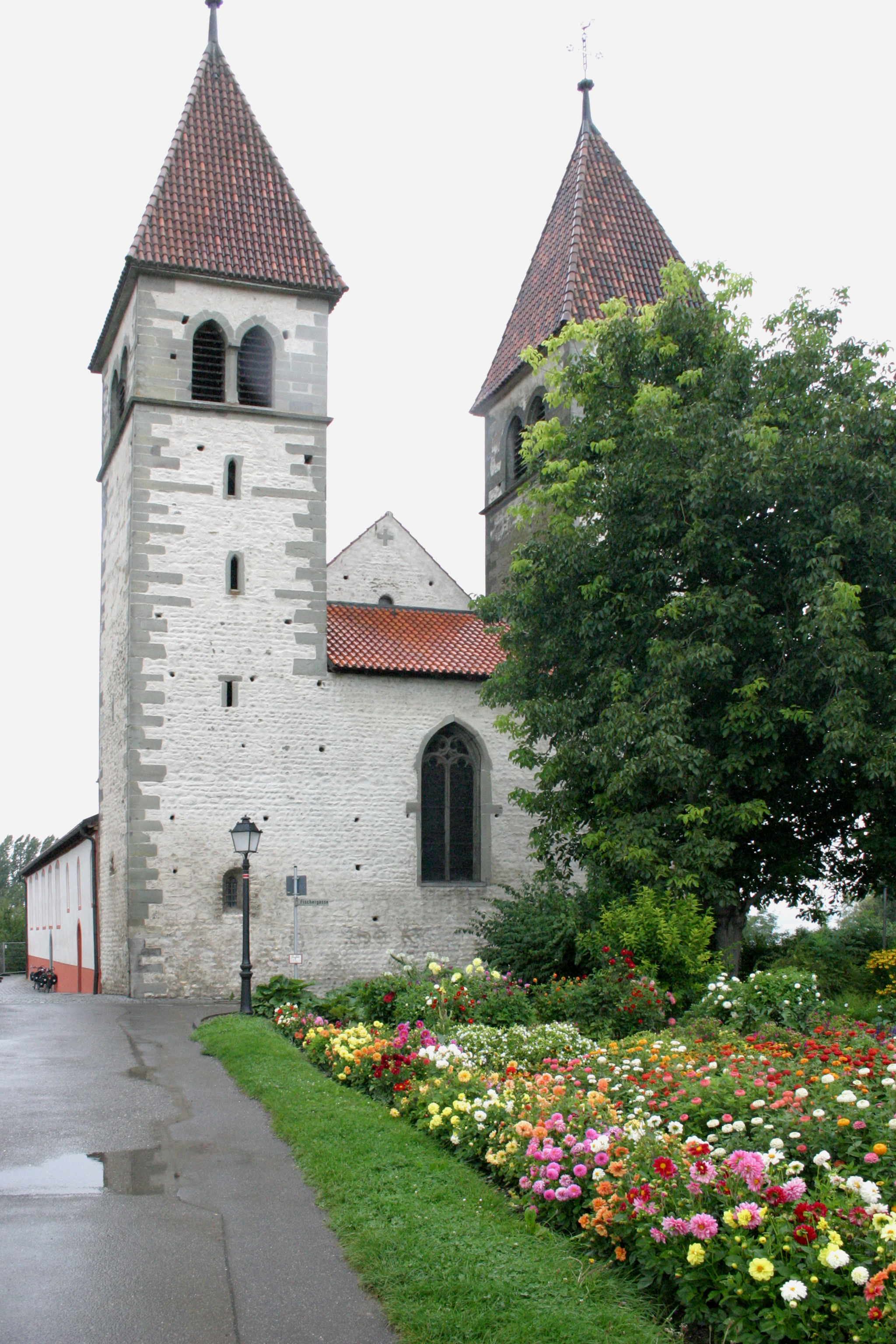
Церковь св. Петра и Павла
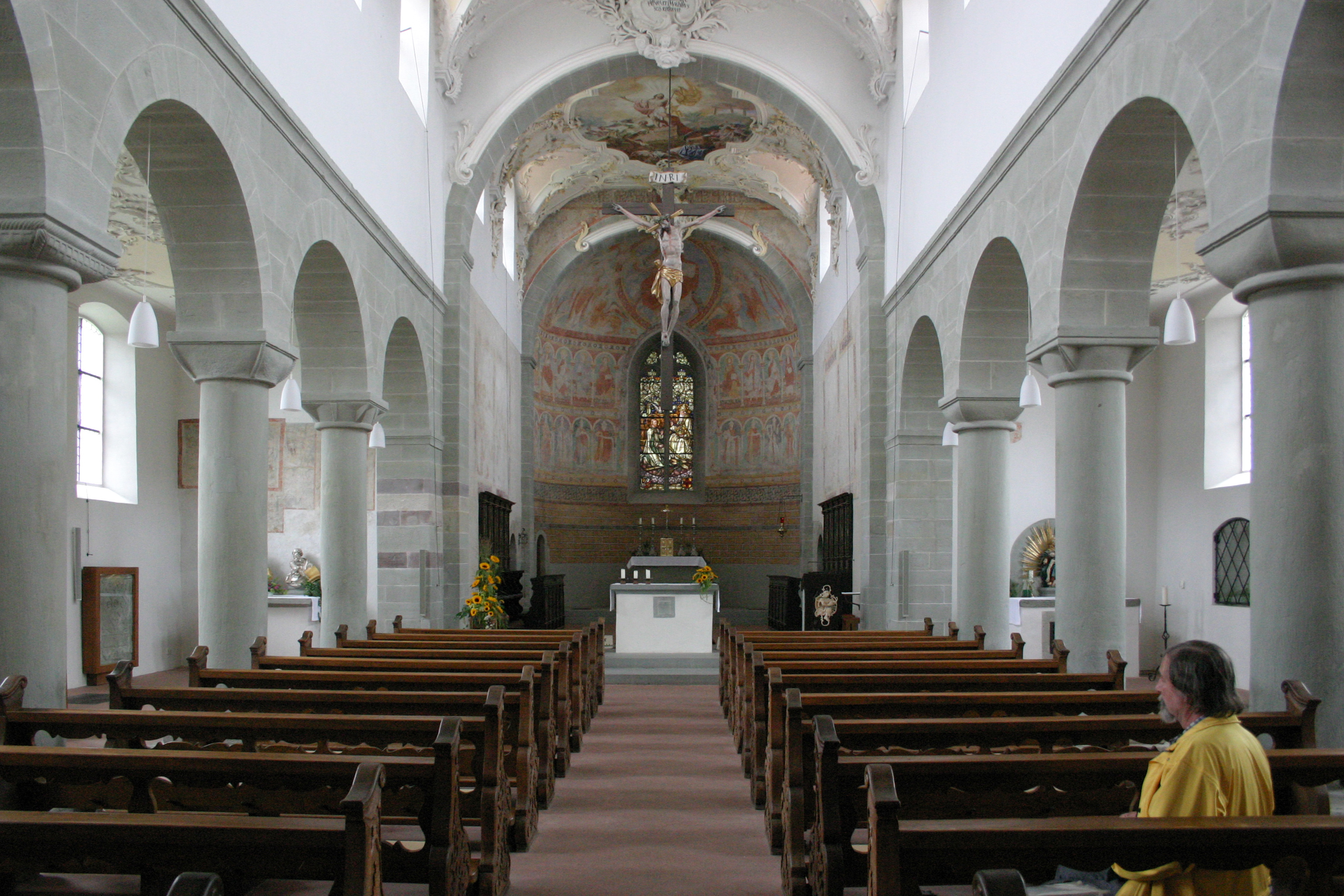
Церковь св. Петра и Павла